# Polevoe (Oblast' autonoma ebraica)
Polevoe (in lingua russa Полевое) è un centro abitato dell'Oblast' autonoma ebraica, situato nell'Oktjabr'skij rajon.